# Ґаррет Гардін
Ґаррет Джеймс Гардін (англ. Garrett James Hardin; нар. 21 квітня 1915 — пом. 14 вересня 2003 — американський еколог, який попереджав про небезпеку перенаселення. Він найбільш відомий своїм викладом Трагедії загального користування у статті з тим самим заголовком у Science 1968 року, де звертається увага на «шкоду, яку невинні дії людей можуть завдати довкіллю». Він також відомий першим законом про екологію людини Гардіна: «Ми ніколи не можемо зробити лише одне. Будь-яке вторгнення в природу має численні наслідки, багато з яких непередбачувані»:112 Він зазначений Центром права Південної бідності як білий націоналіст, публікації якого були «відвертими у своєму расизмі та квазіфашистському етнонаціоналізмі».

## Біографія
Гардін отримав ступінь бакалавра зоології в Чиказькому університеті в 1936 р., а доктора філософії в галузі мікробіології в Стенфордському університеті в 1941 р., де його дисертаційне дослідження стосувалося симбіозу мікроорганізмів. Переїхавши до Каліфорнійського університету в Санта-Барбарі в 1946 році, він працював там професором екології людини з 1963 року до своєї (номінальної) відставки у 1978 році. Він був одним із перших членів Товариства загальних системних досліджень.

## Основні роботи та посади
Основним напрямком його кар'єри, до якого він неодноразово повертався, було питання перенаселення людей. Це призвело до публікацій на суперечливі теми, такі як захист прав на аборти що принесло йому критику з боку політичних правих, та відстоювання жорстких обмежень для всієї імміграції, що принесло йому критику з боку політичних лівих. У своїх есе він також займався такими темами, як охорона природи та креаціонізм. Він також був прихильником євгеніки.

### Неомалтузіанський підхід і «Трагедія спільного життя»
У 1968 році Гардін застосував свою концептуальну модель, розроблену в його есе «Трагедія загального користування», до зростання людського населення, використання природних ресурсів Землі та соціального стану.[джерело?] В його нарисі цитується брошура англійського економіста Вільяма Форстера Ллойда 1833 року, яка включає приклад скотарів, що ділять спільну земельну ділянку, що призведе до перевипасу.
Гардін звинуватив державу соціального забезпечення в тому, що вона дозволила трагедію спільного життя; де держава забезпечує дітей та підтримує надмірне розмноження як основне право людини, Мальтузіанська катастрофа неминуча. У своєму аналізі трагедії загального користування Гардін заявив, що «свобода у спільному житті приносить загибель усім».:1244 Історики довкілля Йоахім Радкау, Альфред Томас Гроув та Олівер Ракхем критикували Гардіна «як американця, який взагалі не уявляє, як насправді працює Commons».
Крім того, песимістичному світогляду Гардіна згодом суперечила пізніша робота Елінор Остром над успіхом таких кооперативних структур, як управління спільною землею за що вона поділила Нобелівську премію з економічних наук 2009 року з Олівером Е. Вільямсоном. На відміну від Гардіна, вони не стверджують, що ні спільне, ні «Allmende» у загальному, ні в класичному значенні не повинні провалитися; навпаки, «загальне багатство» знову зацікавило наукове співтовариство. Роботу Гардіна також критикували як історично неточну, оскільки вона не врахувала демографічний перехід та не зробила відмінності між ресурсами спільної власності та відкритим доступом.
Незважаючи на критику, теорія все ж мала вплив.

### «Життя в межах»
У 1993 р. Ґаррет Гардін опублікував «Життя в межах: екологія, економіка та табу населення», який він на той час описав як підсумок усіх своїх попередніх робіт. Книга отримала в 1993 році премію Phi Beta Kappa в галузі науки. У книзі він стверджує, що природничі науки ґрунтуються на концепції меж (наприклад, швидкості світла), тоді як соціальні науки, такі як економіка, ґрунтуються на концепціях, які не мають меж (наприклад, широко розповсюджений "нескінченний «Економічні моделі Землі». Він зазначає, що більшість найбільш помітних наукових (на відміну від політичних) дискусій, що стосуються екологічної економіки, ведуться між вченими-природознавцями, такими як Пол Р. Ерліх, та економістами, такими як Джуліан Саймон, один із найвідоміших та найголосніших недоброзичливців Ерліха. Важливою темою книги є те, що економіка як дисципліна може стосуватися як міфології та ідеології, так і реальної науки.
Гардін продовжує називати тих, хто рефлексивно відстоює аргументи про зростання, як «маніяків зростання» і аргументує проти інституційної віри в експоненціальне зростання на кінцевій планеті. Типовий для письма Гардіна стиль, він ілюструє експоненціальне зростання за допомогою біблійної метафори. Використовуючи складні відсотки, або «лихварство», він починає з сумнозвісних «тридцяти срібників» і, використовуючи п'ять відсотків складених відсотків, виявляє, що приблизно через 2000 років «кожен чоловік, жінка та дитина мали б право лише на (!) 160 000 земних мас золота». Як наслідок, він стверджує, що будь-яка економіка, заснована на довгострокових складених відсотках, повинна врешті-решт зазнати краху через фізичну та математичну неможливість довгострокового експоненціального зростання на кінцевій планеті. Гардін пише: «У цей пізній час мільйони людей вірять у плодючість грошей із запалом, який рідко надається традиційним релігійним вченням». :67 Він стверджує, що, на відміну від деяких соціально вмотивованих тверджень, приріст населення також є експоненціальним зростанням, тому навіть трохи буде згубним в будь-якій точці світу, і що навіть найбагатші країни не мають імунітету.

## Особисте життя

### Участь у русі за гідність смерті та самогубство
Гардін, який страждав на розлад серця та синдром після поліомієліту та його дружина Джейн, яка страждала на хворобу Лу Геріга, були членами організації End-of-Life Choices, раніше відомою як Hemlock Society.
Вірячи у вибір людей, коли померти, вони вбили себе у своєму будинку в Санта-Барбарі у вересні 2003 року, незабаром після 62-ї річниці весілля. Йому було 88, а їй 81.

### Суперечки
Гардін викликав суперечки за свою підтримку антиемігрантських причин за життя та можливі зв'язки з білим націоналістичним рухом. Південний центр боротьби з бідністю зазначив, що Гардін працював у правлінні Федерації американської імміграційної реформи та соціальної контрактної преси та співзасновником антиміграційних каліфорнійців з питань стабілізації населення та Фонду охорони довкілля, який, за даними SPLC, «лобіював Конгрес за нативістську та ізоляціоністську політику».
У 1994 році він був одним із 52 підписантів «Основної науки про інтелект», редакторської статті, написаної Ліндою Готтфредсон і опублікованої в Wall Street Journal, де проголошено консенсус вчених, що підписали, щодо питань, пов'язаних з расою та інтелектом. публікація книги The Bell Curve.
Остання книга Гардіна «Страусиний фактор: наша короткозорість населення» (1999), попередження про загрозу перенаселення для стійкого економічного майбутнього Землі, закликає до примусових обмежень щодо «некваліфікованих репродуктивних прав» і стверджує, що позитивні дії є формою расизму.

## Праці

### Книги
- 1949, Biology: Its Human Implications W. H. Freeman[28]
- 1952, Biology: Its Human Implications, Second Edition W. H. Freeman
- 1961, Biology Its Principles and Implications W. H. Freeman
- 1965, Nature and Man's Fate New American Library. ISBN 0-451-61170-5
- 1966, Biology Its Principles and Implications, Second Edition W. H. Freeman
- 1972, Exploring new ethics for survival: the voyage of the spaceship Beagle Viking Press. ISBN 0-670-30268-6
- 1973, Stalking the Wild Taboo W. Kaufmann. ISBN 0-913232-03-3
- 1974, Mandatory Motherhood: The True Meaning of 'Right to Life' Beacon Press. ISBN 0-8070-2177-6
- 1977, The Limits of Altruism: an Ecologist's view of Survival Indiana University Press. ISBN 0-253-33435-7
- 1980, Promethean Ethics: Living With Death, Competition, and Triage University of Washington Press. ISBN 0-295-95717-4
- 1982, Naked Emperors: Essays of a Taboo-Stalker William Kaufmann, Inc. ISBN 0-86576-032-2
- 1985, Filters Against Folly, How to Survive despite Economists, Ecologists, and the Merely Eloquent Viking Penguin. ISBN 0-670-80410-X
- 1993, Living Within Limits: Ecology, Economics, and Population Taboos Oxford University Press. ISBN 0-19-509385-2
- 1999, The Ostrich Factor: Our Population Myopia Oxford University Press. ISBN 0-19-512274-7

### Вибрані статті журналу
- Hardin, G. (1960). The Competitive Exclusion Principle. Science. 131 (3409): 1292—1297. Bibcode:1960Sci...131.1292H. doi:10.1126/science.131.3409.1292. PMID 14399717.
- Hardin, G (1968). The Tragedy of the Commons. Science. 162 (3859): 1243—1248. Bibcode:1968Sci...162.1243H. doi:10.1126/science.162.3859.1243. PMID 5699198.
- Hardin, G. (1969). Not peace, but ecology. Brookhaven Symposia in Biology. 22: 151—161. PMID 4906521.
- Hardin, G. (1970). Everybody's guilty. The ecological dilemma. California Medicine. 113 (5): 40—47. PMC 1501799. PMID 5485232.
- Hardin, G. (1974). Commentary: Living on a Lifeboat. BioScience. 24 (10): 561—568. doi:10.2307/1296629. JSTOR 1296629. PMID 11661143.
- Hardin, Garrett (1974). Lifeboat Ethics: the Case Against Helping the Poor. Psychology Today. 8: 38—43.
- Hardin, Garrett (November 1976). Living with Faustian Bargain. Bulletin of the Atomic Scientists. 32 (8): 25—29. Bibcode:1976BuAtS..32i..25H. doi:10.1080/00963402.1976.11455655. ISSN 0096-3402.
- Hardin, G. (1980). Ecology and the Death of Providence. Zygon. 15: 57—68. doi:10.1111/j.1467-9744.1980.tb00376.x.
- Hardin, G. (1982). Discriminating Altruisms. Zygon. 17 (2): 163—186. doi:10.1111/j.1467-9744.1982.tb00477.x.
- Hardin, G. (1983). Is Violence Natural?. Zygon. 18 (4): 405—413. doi:10.1111/j.1467-9744.1983.tb00524.x.
- Hardin, G. (1985). Human Ecology: The Subversive, Conservative Science. Integrative and Comparative Biology. 25 (2): 469—476. doi:10.1093/icb/25.2.469.
- Hardin, G. (1986). AIBS News. BioScience. 36 (9): 599—606. doi:10.1093/bioscience/36.9.599. JSTOR 1310194.
- Hardin, G. (1994). The tragedy of the unmanaged commons. Trends in Ecology & Evolution. 9 (5): 199. doi:10.1016/0169-5347(94)90097-3. PMID 21236819.
- Hardin, G. (1998). Essays on Science and Society: Extensions of "The Tragedy of the Commons". Science. 280 (5364): 682—683. doi:10.1126/science.280.5364.682. S2CID 153844385.

### Розділи в книгах
- 1993. The entire text of Garrett Hardin's Living Within Limits: Ecology, Economics, and Population Taboos, Chapter Eight, Growth: Real and Spurious [Архівовано 18 травня 2021 у Wayback Machine.] Reprinted at GarrettHardinSociety.org [Архівовано 1 серпня 2015 у Wayback Machine.], by permission of Oxford University Press, Inc
- 1991. «Paramount positions in ecological economics.» In Costanza, R. (editor) Ecological Economics: The Science and Management of Sustainability, New York: Columbia University Press. ISBN 0-231-07562-6
- 1991. «The tragedy of the 'Unmanaged' commons — population and the disguises of providence.» In: R. V. Andelson, (editor), Commons Without Tragedy, London: Shepheard-Walwyn, pp. 162–185. ISBN 0-389-20958-9 (U.S.)

### Нагороди
- Книга Гардіна «Життя в межах: екологія, економіка та табу населення» 1993 р., написана в 1993 р. за науку від Товариства Фі Бета Каппа.[29]

## Подальше читання
- Баема, Карл Джей. «Ґаррет Джеймс Гардін: еколог, педагог, етик та еколог». Населення та довкілля 12.3 (1991): 193—212. онлайн [Архівовано 9 червня 2021 у Wayback Machine.]
- Locher, Fabien (2013). Cold War Pastures: Garrett Hardin and the 'Tragedy of the Commons' (PDF). Revue d'Histoire Moderne et Contemporaine. 60 (1): 7—36. doi:10.3917/rhmc.601.0007.
- Сороос, Марвін С. «Ґаррет Гардін і трагедії загального користування». Довідник з глобальної екологічної політики (2005): 35–50. онлайн [Архівовано 26 жовтня 2018 у Wayback Machine.]

## Ппосилання
- Товариство Ґаррета Гардіна [Архівовано 1 серпня 2015 у Wayback Machine.] — включає інтерв'ю з Гардіном у текстовому та відеоформаті
- Ґаррет Гардін на сайті IMDb (англ.)
- Некролог у The New York Times [Архівовано 27 квітня 2017 у Wayback Machine.]
- Данини в товаристві Ґаррета Гардіна [Архівовано 8 червня 2017 у Wayback Machine.]
- 'Загальна трагедія' Тіма Гарфорда [Архівовано 9 листопада 2016 у Wayback Machine.]